# История Кургана
Курган — город в Южном Зауралье с богатейшей историей.

## Образование города
В соответствии с решением Курганской городской Думы от 16 сентября 2009 года № 255 «О дате основания города Кургана» датой основания Кургана считается 1679 год. Обоснование этой даты было предложено доктором исторических наук, профессором Курганского государственного университета В.В.Менщиковым. Первое упоминание о слободе Царево Городище на реке Тобол относится ко времени проведения переписи Львом Поскочиным, проведенной в 1680 – 1681 годах. В этом документе датой основания поселения назван 1679 год. Поскочинская перепись является наиболее близким к тому периоду истории официальным документом, а, следовательно, наиболее точным. Ранее датой основания Кургана официально считался 1782 год, когда по указу императрицы Екатерины II Кургану был присвоен статус города.
Существуют и другие мнения относительно даты основания Кургана, в частности, рассматривался 1662 год. Журнал «Наука и жизнь» в № 6 за 1978 год, ссылаясь на «Полное собрание законов Российской империи» и упоминания в летописях, называет основанием города 1553 год. Эта же дата зарождения поселения значится и в энциклопедическом словаре Брокгауза и Ефрона. По книге «Списки населённых мест Тобольской губернии» выпуска 1904 года, Курган был основан в 1633 году. За свою историю город много раз разорялся кочевниками, выгорал дотла и возрождался заново. С 60-х годов XVII века он постоянно значится в исторических документах. В 1691 Царекурганская слобода захвачена казахами, острог сожжён, приказчик сын боярский Спиридон Ранчковский с женой и детьми убиты, а 200 человек уведены в полон.

## Основание города
Считается, что основание поселению положил крестьянин Тимофей Невежин, срубивший себе избу на берегу Тобола вблизи древних курганов. На живописный берег реки и благодатную землю потянулись первые переселенцы. Вскоре выросли острог и слобода. Первое название — Царёво Городище — поселение получило по Царёву кургану, о котором известный учёный-энциклопедист и путешественник-естествоиспытатель XVIII века Пётр-Симон Паллас писал: «Сим именем называется чрезвычайной величины курган, о коем никакого не осталось предания, и неизвестно, воздвигнут ли оный древними обитателями сея страны, как памятник какого важного происшествия, или как гробница, покрывающая тело какой ни есть знатной особы. Холм сей имеет в окружности около 240 аршин… К южной стороне от великого сего холма лежит к реке ещё несколько маленьких, и видны различныя могильныя насыпи… В шести верстах от оного прибыл я в слободу Царёво-Курганскую или Царёво городище, которая своё название от вышеупомянутого должна производить».
В 1695 году поселение было перенесено на 8 вёрст ниже по течению Тобола и получило новое название — Царекурганская (Царёво-Курганская) слобода.

## Хронология

### XVIII век
В 1710 году по ревизским сказкам поселение насчитывало 71 двор и 456 жителей. Благодаря своему приграничному положению городище быстро превратилось в военную крепость, охраняющую от набегов земли Южного Урала.
В 1738 году поселение было названо Курганской Слободой. К середине XVIII века слобода имела тройную линию укреплений и насчитывала около тысячи служилых людей с 28 пушками. Гарнизон крепости был самым крупным во всем Притоболье. С дальнейшим освоением земель дальше на юг и восток слобода утратила своё оборонное значение и стала развиваться как административный и торговый центр. В 1770 году Пётр-Симон Паллас писал: «Курганская слобода окружена пространным рвом и деревянной крепостью, от которой почти ничего, кроме ворот и башен не осталось».

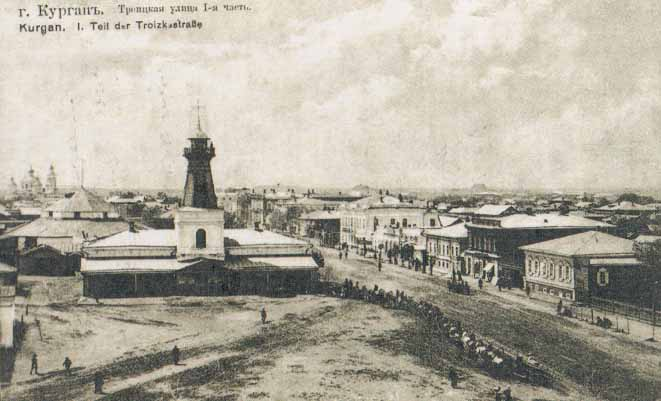
Троицкая улица в 1900-е годы. Пожарное депо.

 В январе 1774 года крестьяне Курганской слободы встали на сторону Емельяна Пугачёва, но 24 марта поселение пало под ударами регулярных частей царской армии.
19 (30) января 1782 императрица Екатерина II подписала Указ об образовании Тобольского наместничества, в составе которого был создан Курганский уезд. Курганская слобода получила статус города с наименованием Курган. Первым городничим Кургана стал Иван Петрович Розинг.

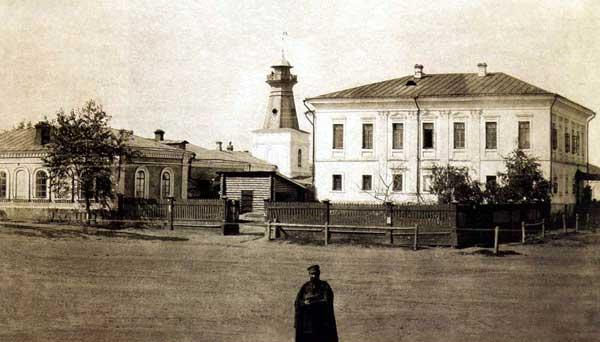
Дом И. П. Розинга, первое каменное двухэтажное здание в городе.

В 1786 году проведена первая планировка города. По плану наметились только две улицы — Береговая и Троицкая. Пятьдесят лет спустя декабрист А. Е. Розен в своих воспоминаниях писал: «Город построен на берегу Тобола, имеет три улицы продольные с перекрёстными переулками. Строения все деревянные, кроме двух каменных домов… Мало садов, мало тени и зелени… Одним словом, вид города непривлекателен».
1 апреля 1799 года в городе была открыта почтовая экспедиция.

### XIX век
11 (23) сентября 1817 года открылось первое учебное заведение города — двухклассное уездное училище для мальчиков, которое помещалось в наёмной квартире. В 1818 году открыта первая городовая больница на 10 коек. В 1830 году открыто пожарное депо со смотровой вышкой. Депо сохранилось до сегодняшнего дня.
Жителями города на нужды обороны страны во время Отечественной войны 1812 года было пожертвовано 14517 рублей, 37 горожан ушли добровольцами в армию.
Учитывая удалённость от центра России, город использовался властями как место ссылки. Началось это, видимо, ещё при Петре I. Посетивший Курганскую слободу в 1771 году академик И. Б. Фальк писал, что её северная часть отделена от южной деревянной стеною и называется Шведской слободою. С 1830 года в Кургане жили ссыльные декабристы. 9 (21) августа 1837 года все декабристы, находящиеся в ссылке в Кургане, были зачислены в Кавказский корпус.
После усмирения польского восстания 1863—1864 гг. в город были сосланы 93 польских мятежника.
Со временем город становится центром торговли продуктами земледелия и скотоводства (хлеб, сало, мясо, масло, кожи). Промышленность была представлена в основном предприятиями по переработке сельскохозяйственного сырья. «Больные приезжают из Тобольска в Курган, чтобы подышать свежим чистым воздухом. Климат в Кургане несравненно лучше, чем в Тобольске. Курганское светское общество внешне выглядит прилично, не пренебрегает культом моды, одевается по журналам, костюмы очень элегантны, танцуют французские кадрили. » — А. Ф. Бригген.
В 1856 году в Кургане насчитывал 3576 жителей, две каменных церкви, 7 каменных домов. В этом же году произошёл грандиозный пожар на гостином дворе, убытки составили 79 319 рублей. К 1860 году в Кургане застроились Дворянская и Солдатская улицы, которые пересекали девять переулков. На рубеже XX века улиц было уже восемь. К ранее существующим прибавились Скобелевская, Запольная, Ново-Запольная и Пушкинская, стал быстро разрастаться поселок у железной дороги.
7 (19) мая 1863 года в Курган попали первые подпольные революционные брошюры организации «Земля и воля».
19 (31) мая 1871 года в Курган прибыл первый пароход — «Благодать». 26 сентября (7 октября) 1872 года открыта первая телеграфная станция. 31 октября (12 ноября) 1882 — первое фотографическое заведение. В июле 1885 года — первый филиал страхового общества «Россия». В 1890 году — первый детский приют на 20 человек (9 ноября) и ночлежный дом на 50 человек. В 1891 — Дамское попечительное о бедных общество, ставшее одной из самых активных общественных организаций города и столовая для бедных на 100 человек.
В 1897 году через Курган было открыто сквозное железнодорожное движение от Челябинска до Иркутска. После открытия железной дороги город стал активно развиваться. Стала дорожать недвижимость: 2-рублёвая квартира подорожала до 10 рублей, а 10 рублёвая до 400.

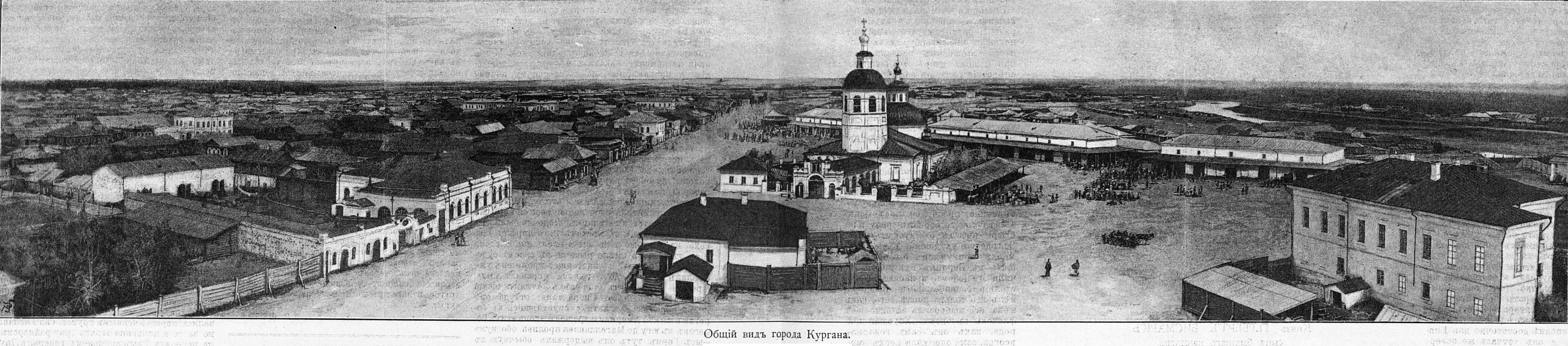
Общий вид Кургана, 1898 год

В мае 1894 года устроен телефон для нужд городской полиции.
В «Обзоре экономического и сельскохозяйственного состояния Курганского округа и города Кургана Тобольской губернии за 1895 год» записано, что «домов всего 1127, из них каменных — 7, двухэтажных — 21, трёхэтажных — 2… Жителей 7376, ссыльных — 3493».
В 1897 году в городе насчитывалось 10063 жителя.

### XX век

#### 1900-1916
В 1904 году стали открываться первые социал-демократические кружки. Население города — 19912 человек. 14—15 (1—2) августа 1905 года состоялась забастовка 500 рабочих и служащих железной дороги, 15 (28) октября 1905 года началась всеобщая забастовка курганских рабочих, 31 (18) октября забастовали ученики городского училища, 30 (17) ноября служащие почтово-телеграфной конторы включились во всероссийскую стачку работников связи. 3 декабря (20 ноября) организован «Курганский рабочий союз» — первая профессиональная организация, курганская группа РСДРП организовала из железнодорожных рабочих боевую дружину. 10—21 декабря политическая забастовка рабочих станции Курган, остановлено движение поездов. Всё это привело к введению 5 января (23 декабря) военного положения в Курганском уезде.
В январе следующего года были арестованы члены стачечного комитета и активисты курганского Союза рабочих, организован отряд конно-полицейской стражи, на территории Курганского, Челябинского и Тюменского уездов создано временное Челябинское генерал-губернаторство. Также был произведён обыск в железнодорожном депо, где находилась курганская демократическая группа Сибирского союза. Арестовано 8 человек. 11 (24) ноября 1907 года арестовано всё руководство курганской группы РСДРП, ликвидирована подпольная типография. 14 февраля военное положение отменено.

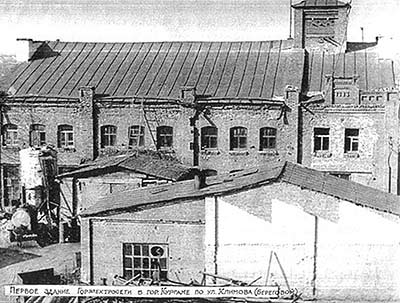
Здание первой электростанции..

15 (28) сентября 1909 года в городе открыт первый кинотеатр «Модерн», который проработал всего лишь год. Зато в августе 1911 года в усадьбе Михаила Алексеевича Головизина открывается кинотеатр «Прогресс», правда, он тоже проработал не больше года и был закрыт в 1912 году из-за малой посещаемости. В 1913 году открыт новый кинотеатр «Лира». Он имел такое богатое оформление, что его ночное освещение было принято за пожар.
В 14:00 17 (30) июля 1912 года над городом поднялся первый самолёт, об этом зрелище извещала реклама, заранее развешанная по городу. 15 апреля (1 мая) 1914 была пущена первая электростанция, проработавшая до 1942 года.
В связи с началом Первой мировой войны были арестованы все проживающие в городе германские и австрийские подданные.3 (16) сентября 1914 года в Курган прибывают первые пленные австро-венгерцы: 25 офицеров и 3000 солдат.
К 1917 году население Кургана насчитывало около 40 тысяч человек.
Город был развитым промышленным и культурным городом. Работало 49 предприятий с шестью тысячами рабочих; действовали две больницы на 100 коек. Образованием занимались мужская и женская гимназии, церковно-приходские и ремесленные школы, уездное и приходские училища. Была открыта публичная библиотека, которую посещали более тысячи человек. Также работали театр, цирк, два электротеатра (кинотеатра), пять фотографий, две типографии, два книжных магазина.

#### Революция и установление советской власти (1917-1920)
1 марта 1917 года в город пришло известие об отречении императора Николая II. 5 марта солдаты курганского гарнизона обезоружили полицию и жандармерию. Избран временный исполком, на следующий день образован совет солдатских депутатов, избран городской комитет общественной безопасности. Оформилась курганская организация РСДРП. 21 марта был установлен 8 часовой рабочий день. 15 июля состоялось первое заседание союза крестьянских депутатов. 6 сентября вышел первый номер газеты «Новый мир». 18 октября создана городская организация большевиков. 20 декабря создана красная гвардия.
За время гражданской войны власть в Кургане несколько раз переходила из рук в руки.
С 26 мая 1918 года "прекратилось пассажирское и товарное движение от Кургана на восток вследствие недоразумений между советской властью и стоящими здесь чехословацкими эшелонами, так были задержаны 5-й и 6-й полки чехословацкого легиона. Недоразумение состояло в следующем: Исполком Курганского совета получил указание Совета Народных Комиссаров о разоружении чехословацких эшелонов. 1 июня в г. Кургане по требованию советской власти занятия и торговля с 2 часов дня всюду прекратились. Конные объезды предупреждали о закрытии окон ставнями. Во втором часу ночи началась ружейная и пулеметная стрельба. Стоявшие на железной дороге чехословаки перешли в наступление. К 3 часам уже выяснилось, что красные перешли за Тобол к мельнице Бакинова. Около 5 часов они сдались в количестве около 150 человек. Наибольшее число красногвардейцев — по слухам, около 400 человек, с некоторыми руководителями бежали на ближайшие заимки и в деревни. К вечеру отправилась сформированная из чехов и добровольцев погоня.
С утра 13 августа 1919 года Нарвский полк Красных гусар, входивший в состав Сводного кавалерийского отряда (командир Н. Д. Томин) красной 3-й армии, атаковал д. Новую (Рябково). Белые занимали здесь два ряда окопов. Их поддерживала 2-орудийная батарея. Красные конники выбили белых солдат из окопов. Отступив, те окопались вдоль дороги на д. Чаусово, пытаясь там задержаться. К вечеру, красные кавалеристы, на плечах отходящих белых ворвались в Курган. Бой шел 5 часов. Потери томинского отряда составили лишь 1 убитый. Одним из главных результатов рейда Томина на Курган был захват и сохранение 3 мостов через Тобол (с Вокзальной улицы на южной окраине города (нынешний Кировский мост); с Троицкого переулка (ныне улица Ленина) мимо базарной площади и железнодорожный мост). К полудню 14 августа 1919 года красноармейцы 3-го Уфимского кавдивизиона и 1-го эскадрона Нарвского полка Красных Гусар заняли д. Чаусово. Они не дали отступающим белым частям полностью разрушить стальную конструкцию. Саперы 1-го Самарского инженерного дивизиона до последнего момента ожидали остававшиеся на западном берегу реки свои части. Лишь после полудня 14 августа 1919 года, когда весь город был уже захвачен красными, прогремел взрыв. Была повреждена береговая ферма, но до конца мост так и не был разрушен. Проход бронепоездов по нему стал невозможен, но пехота могла легко переправиться с одного берега на другой. Это попытались сделать бойцы Томина, но, попав под сильный артиллерийский огонь, они отошли. Красные кавалеристы отбили все попытки белых приблизиться и вновь овладеть мостом. Белые безуспешно попытались разрушить мост из трехдюймовых орудий. Население города массово записывалось добровольцами в РККА. Уже на следующий день после взятия города записалось до 600 человек.

### 1921-1991

Уральская область в 1925 году.

31 января 1920 года вышел первый номер газеты «Красный Курган».
4 декабря 1921 года открылось первое в Курганском уезде узкоспециализированное учебное заведение — Курганский сельскохозяйственный техникум.
11 сентября 1923 года в город прибыл первый пассажирский самолёт — Junkers F.13. Он приземлился на поле возле железной дороги.
29 марта 1927 года в горсовете обсуждается вопрос о переименовании города Курган в Красинск. Городу решено оставить старое название, так как оно не связано с царским правительством, а переименование требует больших затрат.
С июля по август 1928 года в городе объявлен карантин в связи с эпидемией сибирской язвы.
1 июня 1940 года состоялось открытие городского сада. В сентябре началась перепланировка города, на которую было затрачено 100 тыс. рублей.
22 июня состоялся митинг по случаю объявления войны, коллективы машзавода и мясокомбината решили выходить на работу в воскресенье и все заработанные деньги передать в Фонд обороны страны. К акции в будущем присоединились многие предприятия города. Проводились концерты, спектакли и прочие культурно-массовые мероприятия, весь сбор с которых шёл в фонд обороны. За год организовано пять госпиталей для участников боевых действий. Были сформированы 32-й учебный запасной лыжный полк и 165-я стрелковая дивизия. На территории Курганского аэропорта гражданского воздушного флота базировалась сформированная в конце 1940 года 73-я учебная эскадрилья ГВФ (с 1943 года — Курганская авиационная школа пилотов ГВФ). Школа подготовила свыше 1000 пилотов для пополнения летного состава ВВС Красной армии. Первоначально, в 1941 году на это же место была передислоцирована Лугинская военная школа авиамехаников. Однако, в связи с нехваткой помещений в июле 1943 года школу авиамехаников перевели в г. Шадринск, где к этому времени уже размещались Тамбовское Краснознаменное кавалерийское училище им. 1-й Конной армии и Московское Краснознаменное военно-политическое училище им. В.И. Ленина. В 1942 году, в Курган было эвакуировано Сталинградское военное танковое училище, которое дислоцировалось в городе до июля 1944 г. Располагалось оно в бывших торговых рядах и церкви на Троицкой площади. За неполные два года своей деятельности в эвакуации учебное заведение подготовило для фронта более 2000 офицеров-танкистов.
В Курган было эвакуировано множество предприятий с территории Украины, Белоруссии и западных районов РСФСР. Работать на предприятия шли женщины. Отделение госбанка постоянно получало поступления от жителей города в фонд обороны и на постройку броне- и авиатехники.
В сентябре 1945 года открылось автобусное движение.
24 марта 1947 года Совет Министров СССР принял постановление «О мерах по улучшению городского хозяйства Кургана». Оно имело большое значение для развития города, в том числе именно в 1947—1952 годах сформировался нынешний вид городского центра.
В 1951 году Г. А. Илизаров разрабатывает в Кургане новый метод сращивания костей с применением специального аппарата, который в 1954 году был внесён в государственный реестр изобретений.
4 января 1958 года на автобусном заводе приступили к сборке первого автобуса, которая продолжалась 9 дней. За год было собрано 508 машин.
15 июля 1960 года принят в эксплуатацию телецентр, в эфир вышли первые передачи Центрального телевидения. 1 августа вышла первая передача курганского телевидения.
13 марта 1967 года Приказом Министра обороны СССР № 063 и директивой Генерального штаба Вооружённых Сил СССР от 22 апреля 1967 года было образовано Курганское высшее военно-политическое авиационное училище. Местные власти передали формируемому училищу фонды школы-интерната № 1 в поселке Увал.
В 1969 году заложен Центральный парк культуры и отдыха (ЦПКиО).
9 мая 1970 года в сквере «Победа» на улице А. С. Пушкина зажжён вечный огонь, через пять лет, в 1975 году, открыты 44 мемориальные плиты, на которые занесены 3418 фамилий уральцев, погибших в Великой Отечественной войне.
11 февраля 1971 года с конвейера КМЗ сошла первая БМП-1. Коллектив завода награждён орденом Трудового Красного Знамени. В 1983 году завод перешёл на выпуск БМП-2 и её модификаций. В 1987 году началось производство БМП-3, принятой на вооружение Советской армией годом раньше.
В августе 1972 года сдан в эксплуатацию аэровокзал с пропускной способностью 200 пассажиров в час.
20 января 1982 года был выпущен 200 000-й автобус марки КАвЗ. На данный момент каждый пятый автобус в стране — курганский.
14 июня 1982 года Указом Президиума Верховного Совета СССР Курган награждён орденом Трудового Красного Знамени в связи с 200-летием получения статуса города и за успехи в народном хозяйстве.
11 декабря 1991 года подписан Указ Президента РСФСР о назначении на должность мэра города Кургана А. Ф. Ельчанинова, находившегося на этом посту до 27 октября 2009 года.
18 февраля 1992 года началась приватизация жилищного фонда.
В течение месяца, с 19 апреля по 19 мая 1994 года Курган находился на чрезвычайном положении из-за наводнения, от которого пострадало около 60 тысяч человек.
В марте 1998 года были приняты современные герб и флаг города.

### XXI век
В 2008 - 2013 годах велось строительство ТЭЦ-2.

## Изменение территории города Кургана
27 августа 1919 года образована Челябинская губерния в составе Кустанайского, Курганского, Троицкого и Челябинского уездов.
3 ноября 1923 года образована Уральская область, включающая Курганский округ, который был упразднён с 1 октября 1930 года. В составе округа образован Чаусовский район с центром в г. Кургане из сельсоветов Введенской, Мало-Чаусовской, Падеринской, Черёмуховской, Чесноковской и части Сычёвской вол. Курганского уезда. Некоторые с/с ныне в черте г. Кургана
− из Введенской волости: Введенский (с 3 марта 1964 в Кетовском районе), Зайковский (с 14 июня 1954 года во Введенском с/с), Новосидоровский (с 14 июня 1954 года во Введенском с/с, вновь образован 25 сентября 1984), Сычёвский (с 3 марта 1964 года в Кетовском районе)
− из Мало-Чаусовской волости: Большечаусовский (с 3 марта 1964 года в Кетовском районе), Галкинский-1 (с 6 июня 1941 в Курганском с/с), Глинский (с 6 августа 1979 в адм. подчинении Октябрьского райисполкома г. Кургана, 1 февраля 1997 упразднён), Колташевский (с 3 марта 1964 в Кетовском районе), Коробейниковский (с 27 декабря 1927 переименован в Колесниковский, с 3 марта 1964 в Кетовском районе), Курганский (с 14 июня 1956 года в Черёмуховском с/с), Лукинский (с 14 июня 1954 года в Колесниковском с/с), Малочаусовский (12 февраля 1944 года вошёл в черту Кургана, 25 сентября 1958 года упразднён), Рябковский (12 февраля 1944 вошёл в черту Кургана, 25 сентября 1958 упразднён), Шкодинский (с 14 июня 1954 года в Глинском с/с)
− из Падеринской волости: Барашковский (с 18 января 1935 года в Варгашинском районе), Беспаловский (упразднён 28 мая 1960 года), Галкинский-2 (с 21 мая 1959 года в Падеринском с/с), Падеринский (с 3 марта 1964 года в Кетовском районе), Станичновский (Станишевский) (с 18 января 1935 года в Варгашинском районе, с 14 июня 1954 года в Носковском с/с)
− из Сычёвской волости: Шепотковский (с 26 декабря 1956 года в Глинском с/с)
− из Черёмуховской волости: Кетовский (с 3 марта 1964 года в Кетовском районе), Нижнеутятский (с 14 июня 1954 года в Черёмуховском с/с), Черемуховский (с 6 августа 1979 в адм. подчинении Советского райисполкома г. Кургана, с 30 октября 1984 года в административном подчинении Первомайского райисполкома г. Кургана, 1 февраля 1997 года упразднён)
− из Чесноковской волости: Крутальский (с 14 июня 1954 года в Чесноковском с/с), Пименовский (с 3 марта 1964 года в Кетовском районе), Чесноковский (28 мая 1960 года упразднён, вновь образован в 1996 году).
Постановлением Президиума Уралоблисполкома от 15 сентября 1926 года Чаусовский район переименован в Курганский.
14 ноября 1928 года в состав Кургана включены д. Галкина и д. Шевелёвка.
17 января 1934 года Курган вошёл в состав вновь образованной Челябинской области.
28 марта 1941 года расширена территория города за счёт прирезки земли колхозов, совхозов, организаций города и включения в городскую черту посёлков Галкино и Рябково.
6 февраля 1943 года из 32 районов Челябинской и 4 районов Омской областей была образована Курганская область, Курган стал её административным центром. На её территории находилось 478 промышленных предприятий, 2010 колхозов и совхозов. В сентябре началось вещание областного радио.
12 февраля 1944 года в черту Кургана включены: Рябковский сельсовет (п. Рябково, п. Свинсовхоз), Малочаусовский сельсовет (п. Мало-Чаусово, п. Смолино, п. Вороновка), нас. п. Галкино, Торфяной, Плодопитомник, Центральная усадьба Кетовского овощемолочного совхоза (учхоз № 1), Контора заготскот, подсобное хозяйство мясокомбината, агрозоотехникум.
Решением Курганского облисполкома от 2 апреля 1949 года центр Курганского района перенесён в с. Введенское.
12 мая 1955 года город был разделён на два района (Центральный и Промышленный), которые просуществовали меньше года. В марте заложено строительство Восточного посёлка города Кургана.
12 сентября 1958 года в черту Кургана включены: п. Курганка (из Черёмуховского с/с), нас. п. Увал, Ново-Зайково, Восточный, Вороновка. 25 сентября 1958 года упразднены Малочаусовский и Рябковский сельсоветы. Указом Президиума Верховного Совета РСФСР от 4 ноября 1959 года в состав Курганского района передана территория упразднённого Кетовского района (образован 15 февраля 1944 года), центр района перенесён в с. Кетово.
26 октября 1962 года указом Президиума ВС СССР Курган снова разделён на 2 района, на этот раз Октябрьский и Советский. В этом же году утверждён новый план развития города, предусматривающий его расширение до 275 тыс. жителей. В марте 1963 года началось строительство троллейбусной линии, завершённое 24 ноября 1965. В этом же месяце началось строительство первого девятиэтажного дома.
Указом Президиума Верховного Совета РСФСР от 1 февраля 1963 года образован Курганский сельский район с центром в с. Кетово. Указом Президиума Верховного Совета РСФСР от 3 марта 1964 года Курганский сельский район переименован в Кетовский район.
17 июня 1969 года в административное подчинение Советского райисполкома г. Кургана включён п. Озёрный.
19 декабря 1978 года в административное подчинение Курганского горисполкома включено специализированное объединение «Изобильное»
6 августа 1979 года в административное подчинение Октябрьского райисполкома г. Кургана включён Глинский сельсовет (с. Глинки, п. Затобольный, п. Кирпичики (17 августа 1981 исключён из учётных данных как сселившийся), п. Утяк, д. Храпова, д. Шепотково); в адм. подчинение Советского (с 30 октября 1984 — Первомайского) райисполкома г. Кургана включён Черёмуховский сельсовет (с. Черёмухово, д. Арбинка, д. Нижняя Утятка, д. Осиновка, д. Старокомогоровская)
22 октября 1980 года образован третий район Кургана — Первомайский.
28 июня 1989 года в административное подчинение Октябрьского райисполкома г. Кургана включён выделенный из Глинского сельсовета Утякский сельсовет (ст. Утяк, п. СМП-531, п. ПМС-172, платформа 2372, 2373, 2381 км.)
13 июля 1992 года в составе Черёмуховского сельсовета возник п. Пригородный.
1 февраля 1997 года упразднены Глинский, Утякский и Черёмуховский сельсоветы.